# William Beardsley
William Beardsley (* 1605 im englischen Ilkeston, Derbyshire; † 1664 in den USA) war einer der ersten Siedler von Stratford und ein Pionier der amerikanischen Siedler-Bewegung.
Einige Jahre vor seiner Auswanderung heiratete er 1631 Marie Harvie in der heimatlichen Pfarrei St. Mary, wo auch 1633 ihr erster Sohn John getauft wurde. Nachzulesen in der „Beardsley Genealogy - The Family of William Beardsley - One of the first settlers of Stratford, Connecticut“, die 1951 in den USA erschien (Nellie Beardsley Holt).
Im Jahr 1635 schifften sich William, Marie und ihre damaligen 3 Kinder auf der „Planter“ ein, die neben ihnen weitere 116 weitere Passagiere nach dem Neuengland-Staat Massachusetts brachte. Ende 1636 legte William Beardsley vor dem Bostoner Amt den Eid ab, der ihm den Status eines Freien Bürgers gab.
1639 zog er mit seiner wieder größer gewordenen Familie von Massachusetts in Richtung Südwest und wurde einer der ersten Siedler in der Plantage von Pequonnock – dem Kern des späteren Stratford. William war auch politisch für die Siedler tätig und fungierte 1645 bis 1659 als Deputy am Gericht von Hartford. Daneben gehörte er zu den Gründungsmitgliedern der ersten Congregational Church von Stratford.
William und Marie Beardsley bekamen nach ihrer Ankunft in Amerika noch weitere 6 Kinder, die von 1636 bis etwa 1646 geboren wurden. Der in Stratford sehr verehrte William starb aber bereits 1661 im Alter von 56 Jahren.